# Homrogd
Homrogd é um município da Hungria, situado no condado de Borsod-Abaúj-Zemplén. Tem 13,43 km² de área e sua população em 2015 foi estimada em 891 habitantes.